# Phân lượng oxy hít vào
Phân lượng oxy hít vào hay phân lượng oxy khí thở (FiO2) là phân lượng hay phần trăm lượng oxy trong thể tích khí người được đo hít vào. Những bệnh nhân đang trong cơn khó thở thường được cho thở khí được làm giàu hàm lượng oxy, tức là khí có FiO2 cao hơn mức của khí trời. Trong không khí tự nhiên, thành phần oxy chiếm 20,9%, tức là tương đương với khí có trị số FiO2 là 0,209. Không khí được làm giàu oxy như vậy sẽ có FiO2 cao hơn 0.21, có thể lên đến 1.00, nghĩa là khí đó có 100% thành phần chất là oxy. FiO2 thường được duy trì ở mức dưới 0,5ngay cả với máy thở, nhằm tránh nhiễm độc oxy. Nếu bệnh nhân được đeo một ống thở mũi hay một loại mặt nạ dưỡng khí đơn giản, mỗi lít oxy thêm vào làm tăng khoảng 4% phân lượng oxy trong khí thở của bệnh nhân đó (ví dụ, một bệnh nhân đeo ống thở mũi được gắn thêm 2L khí oxy sẽ có chỉ số FIO2 là 21% + 8% = 29%).
Chỉ số này thường được dùng trong y khoa để chỉ phần trăm lượng oxy tham gia quá trình trao đổi khí. Khi áp suất khí thay đổi, phân lượng oxy hít vào sẽ không đổi còn áp suất riêng phần của oxy sẽ thay đổi theo áp suất của thể tích khí.

## Phương trình
Phương trình khí phế nang rút gọn
{\displaystyle PaO_{2}={\frac {P_{E}O_{2}-P_{i}O_{2}{\frac {V_{D}}{V_{t}}}}{1-{\frac {V_{D}}{V_{t}}}}}}
PaO2, PEO2, và PiO2 lần lượt là các áp suất riêng phần của oxy trong phế nang, khí thở ra và khí hít vào, còn VD/VT là tỉ số của khoảng chết sinh lý với thể tích lưu thông.

## Thuật toán liên quan

### Phương trình khí phế nang
The alveolar air equation is the following formula, used to calculate the partial pressure of alveolar gas:
{\displaystyle P_{A}O_{2}=F_{I}O_{2}(PB-PH_{2}O)-P_{A}CO_{2}(F_{I}O_{2}+{\frac {1-FIO2}{R}})}